# Julio César Salas
Julio César Salas è un comune del Venezuela situato nello Stato del Mérida.
Il capoluogo del comune è la città di Arapuey.